# 長鯨 (潜水母艦)
| 長鯨(1942年)    |                                                               |
| 艦歴            |                                                               |
| 計画            | 1923年度新補充計画                                            |
| 起工            | 1922年3月11日                                                 |
| 進水            | 1924年3月24日                                                 |
| 竣工            | 1924年8月2日                                                  |
| 除籍            | 1945年10月15日                                                |
| その後          | 1946年から1947年に解体                                        |
| 要目 （竣工時） |                                                               |
| 排水量          | 基準：5,160英トン 公試：7,678トン                             |
| 全長            | 125.4m                                                        |
| 全幅            | 水線幅：16.215m                                               |
| 吃水            | 6.283m                                                        |
| 機関            | ロ号艦本式缶5基 パーソンズ式ギアードタービン2基 2軸 7,500馬力 |
| 速力            | 16ノット（計画）                                              |
| 航続距離        | 10,400カイリ / 14ノット                                       |
| 燃料            | 石炭：402トン 重油：2,047トン                                 |
| 乗員            | 399名                                                         |
| 兵装            | 50口径三年式14cm連装砲2基 40口径三年式7.6cm単装高角砲2基      |
| 航空機          | 水上偵察機1機（1930年以降）                                   |
| その他          | 補給用重油：1,900トン                                         |

長鯨（ちょうげい/ちゃうげい）は、大日本帝国海軍の潜水母艦。
迅鯨型潜水母艦の2番艦。
艦名は鯨の別称で、徳川幕府が使用した「長鯨丸」に続いて二代目。

## 概要
軍艦（ぐんかん）長鯨（ちょうげい/ちゃうげい）は、日本海軍が三菱長崎造船所で建造した潜水母艦。
廃艦になった八八艦隊主力艦の機関部を流用し（長鯨は加賀型戦艦の土佐より）、1924年（大正13年）8月に水雷母艦として竣工、同年12月に潜水母艦へ類別変更された。
姉妹艦迅鯨と共に、日本海軍が最初に保有した本格的潜水母艦である。
昭和時代になると、大型化・高速化した潜水艦に対応できなくなり、1939年（昭和14年）以降は新型潜水母艦の大鯨や剣埼に潜水母艦と潜水戦隊旗艦を譲る。2隻（迅鯨、長鯨）とも練習艦や工作艦になった。
だが大鯨が空母龍鳳に、剣埼が空母祥鳳に改造され、迅鯨・長鯨とも再び潜水戦隊旗艦に返り咲いた。長鯨は第六艦隊隷下の第二潜水戦隊旗艦となった。
太平洋戦争開戦時の長鯨は、第三艦隊麾下の第六潜水戦隊旗艦であった。
1942年（昭和17年）4月10日、第六潜水戦隊の解隊にともない長鯨は呉鎮守府部隊に編入され、海軍潜水学校の練習艦として瀬戸内海で訓練に従事した。

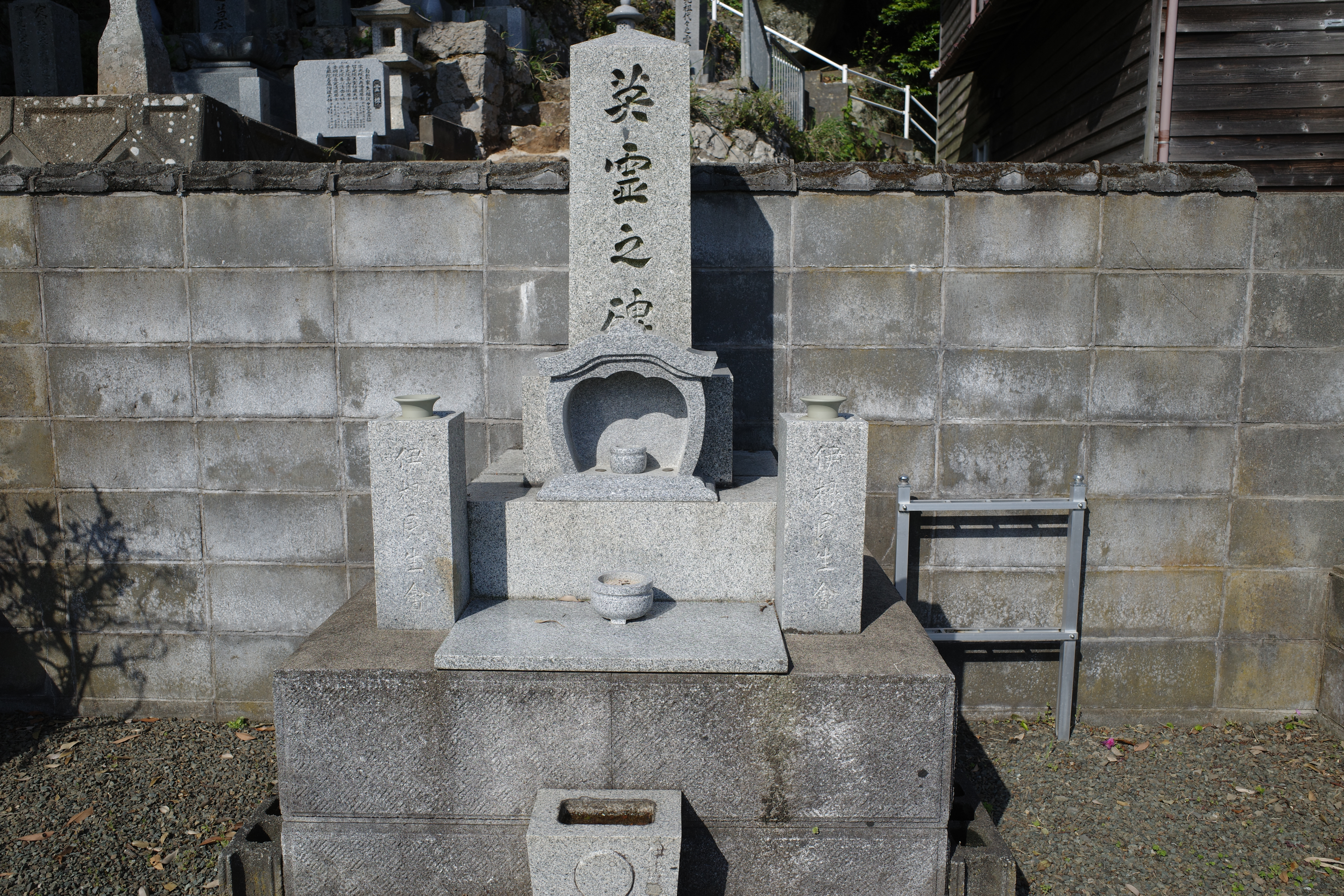
潜水母艦長鯨「英霊之碑」

1943年（昭和18年）1月15日、長鯨は第八艦隊麾下の第七潜水戦隊に編入され、迅鯨より旗艦を継承する。ラバウルに進出し、同地にあって潜水艦作戦を支援する。11月上旬のラバウル空襲では被害を受けなかった。11月25日、長鯨は内海西部に帰投した。以後の迅鯨型2隻（迅鯨、長鯨）は、瀬戸内海で潜水艦部隊の練習艦として過ごした。長鯨は第十一潜水戦隊旗艦であった。
1944年（昭和19年）になると、迅鯨型も輸送任務に投入された。沖縄方面輸送作戦で迅鯨が沈没したが、姉妹艦喪失後も長鯨は内海西部で訓練に従事した。1945年（昭和20年）6月上旬、舞鶴へ回航される。7月30日、伊根湾で対空戦闘を実施、長鯨は艦橋に直撃弾をうけて損傷、まもなく終戦を迎えた。戦後、長鯨は復員輸送に従事した後、解体された。
現在は京都府与謝郡伊根町にある慈眼寺境内に、当時の住職によって「英霊之碑」という慰霊碑が作られ残っている。

## 兵装の変遷
航空機は1927年（昭和2年）度に一度搭載し、1930年（昭和5年）度より常時、一四式水上偵察機を1機搭載した。射出機は搭載されず、デリックで水上に降ろして運用していた。1940年（昭和15年）ころには九四式水上偵察機を搭載していたらしい。
8cm高角砲2基は1940年（昭和15年）ころ25mm機銃連装2基と交換されたとされる。ただし長鯨乗組員によればラバウル進出時も8cm高角砲を装備しており、対空戦闘で幾度も発砲したという。大戦中の機銃増備は明らかでないが、艦橋前に25mm機銃連装1基、艦橋両舷に13mm連装機銃各1基を装備した。艦橋左舷側の13mm連装機銃は公室の真上にあり、発砲すると騒音で部屋にいられなくなった。そこで第七潜水戦隊司令部の意向により銃身は取り外され、銃架は幌で覆われて固縛されていた。
その他、1944年（昭和19年）4月中旬と、1945年（昭和20年）1月下旬に対空兵装を増強、25mm単装機銃10挺を増備していたとされる。また1944年（昭和19年）5月中旬より呉海軍工廠で21号電探を前部マストのトップに装備した。さらに電波探知機も装備していた。
潜水部隊の練習艦であるため、日本海軍の標準的な対潜兵器を一通り装備していた。

## 艦歴

### 建造経緯
日露戦争～第一次世界大戦当時の潜水艦（潜水艇）は限定された能力しか持たず、居住空間も含め、常に母艦の支援を必要とした。しかし日本海軍の潜水母艦（潜水艇母艦）や潜水戦隊旗艦は、輸送船や旧式海防艦・巡洋艦改造の艦艇ばかりだった。迅鯨型は日本海軍最初の本格的潜水母艦であり、艦隊に随伴可能な速力と航洋性、特設巡洋艦や駆逐艦程度に対抗可能な戦闘力、旗艦としての通信能力、補給能力、母艦としての居住性能、簡易工作艦能力を併せ持った多用途艦である。また訓練時には仮想敵としてメリーランド級戦艦などと仮定されることもあった。
日本海軍の本格的潜水母艦は大鯨が竣工するまで迅鯨型2隻（迅鯨、長鯨）のみだったが、これは有事には大型貨客船を潜水母艦に充当する予定であり、平時には艦隊訓練用として2隻で充分だったからである。
長鯨は1920年（大正9年）度の計画（八八艦隊案）により建造が予定されていたが、起工前にワシントン軍縮条約が締結された。それにより計画艦の中で起工前のものの予算は一度見直された。幸い長鯨は計画中止になることなく1923年の大正12年度艦艇補充計画により改めて予算を獲得、建造された。
民間技術者と建造能力維持という観点から、迅鯨型2隻とも三菱長崎造船所での建造になった。この際、軍縮下で建造費を節約するため、八八艦隊主力艦用として製造されていたボイラー（艦本式ロ号混燃罐）を流用している。当初の計画では、長鯨用のボイラーは加賀型戦艦2番艦土佐より四罐、天城型巡洋戦艦4番艦高雄より一罐であった。
長崎三菱造船所における土佐の進水は、1921年（大正10年）12月18日だった。この時点での土佐は船体構造のみ完成していた。
1922年（大正11年）2月15日、日本海軍は建造予定の水雷母艦を長鯨、特務艦2隻をそれぞれ隠戸と間宮と命名した。
3月11日、長鯨は起工
しかし軍縮条約と土佐ボイラー搭載の関係上、長鯨の工事は遅れはじめる。
1923年（大正12年）9月18日、長鯨は水雷母艦に類別される。
1924年（大正13年）3月24日、長鯨は進水した。
8月2日、長鯨は竣工した。長鯨艤装員事務所も閉鎖された。
呉鎮守府籍に編入された。9月8日、第二艦隊・第二潜水戦隊に編入。
9月12日、長鯨は防護巡洋艦平戸より第二潜水戦隊旗艦を引き継ぐ。同時期に撮影された、迅鯨と長鯨が並んで停泊する写真が残っている。飛行機揚収デリックや水上偵察機搭載の有無などの差異があるが、2隻を写真から識別するのは極めて難しい。

### 太平洋戦争以前
竣工から約4ヵ月が経過した1924年（大正13年）12月、迅鯨型2隻（迅鯨、長鯨）は水雷母艦から潜水母艦に類別変更される。艦隊編入後は中国方面や南洋に進出し活動した。
1935年（昭和10年）に一度練習艦となるが、友鶴事件による復元性能改善対策はこの時期に行われたようである。
昭和に入り伊号潜水艦（巡潜型）や海大潜が潜水戦隊の主力となると、呂号潜水艦の潜水戦隊旗艦・母艦を想定していた迅鯨型では能力不足となった。海大潜の水上速力は20ノットを越えていたのである。
このため潜水戦隊旗艦には5,500トン型巡洋艦（軽巡由良、鬼怒、五十鈴など）や新型の潜水戦隊用巡洋艦（大淀型）が配備もしくは建造された。
また迅鯨型の艦齢も15年を超え、旧式化が顕著になった。
新鋭潜水母艦の大鯨と剣埼が相次いで竣工すると、1939年（昭和14年）11月より練習艦となった。本型は、航海学校（運用術練習艦）、兵学校、機関学校生徒用の練習艦として重宝される。また日中戦争では工作艦任務にも従事した。
しかし新鋭潜水母艦3隻（大鯨、剣埼、高崎〈未完成、のちの瑞鳳〉）は有事の際に空母へ改造する予定であり、実際に軽空母に改造されてしまう。新鋭潜水母艦の空母改装により、迅鯨型2隻（迅鯨、長鯨）は翌年11月から再び潜水戦隊旗艦に戻る。日本海軍は、事前の予定どおり大型貨客船を徴傭して特設潜水母艦とした。
1940年（昭和15年）10月11日、迅鯨型の2隻は横浜港沖で行われた紀元二千六百年特別観艦式に参加した。11月15日、日本海軍は主力潜水艦を中核とする第六艦隊（司令長官平田昇中将、旗艦香取）を編制する。長鯨は、第六艦隊隷下の第二潜水戦隊旗艦となった。
1941年（昭和16年）1月中旬以降、連合艦隊と第六艦隊は合同で訓練を実施することになった。この時、潜水艦の戦時行動能力を検討するため、臨時部隊が編成された。第二潜水戦隊司令官山崎重暉大佐（旗艦：伊号第七潜水艦）を指揮官とし、第7潜水隊（伊1、伊2、伊3）、第12潜水隊（伊68、伊69、伊70）と潜水母艦長鯨で編成された部隊は、南洋諸島配備の第四艦隊（旗艦鹿島）を敵艦隊に想定した。
横須賀隊（伊7、第7潜水隊）は2月23日内地出撃、呉隊（長鯨、第12潜水隊）は3月10日呉を出撃、トラック諸島近海で合同する。臨時部隊は、トラック泊地～サイパン～小笠原諸島まで進出する第四艦隊に対し、反復攻撃を実施した。連合演習終了後、各艦は4月23日に横須賀へ帰投した。
同年4月20日、日本海軍は第六潜水戦隊司令部の準備事務を長鯨において開始した。5月1日、長鯨は新編の第六潜水戦隊旗艦となった。第三艦隊隷下の第六潜水戦隊所属のまま、太平洋戦争に突入した。

### 太平洋戦争前期
1941年（昭和16年）12月8日の開戦時、長鯨は引き続き第三艦隊麾下の第六潜水戦隊（司令官河野千萬少将）旗艦であった。
第六潜水戦隊はカムラン湾に進出する。第六潜水戦隊の一部兵力（長鯨、伊123、伊124）は比島部隊潜水部隊として、フィリピン攻略（比島作戦）や蘭印攻略（蘭印作戦）を支援した。当時の長鯨は艦首部分に白波を描き、艦側面には魚雷発射管を描くなど、迷彩を施していた。

長鯨はミンダナオ島のダバオ（比島作戦時）やスラウェシ島スターリング湾（蘭印作戦時）等に停泊し、潜水艦作戦を支援した。
1942年（昭和17年）3月10日、第四潜水戦隊（旗艦鬼怒）の解隊にともない、鬼怒は第十六戦隊へ、第18潜水隊は呉鎮部隊へ、第19潜水隊は第五潜水戦隊へ、第21潜水隊は第六潜水戦隊に編入される。この時点での第六潜水戦隊は、母艦長鯨、第13潜水隊（伊121、伊122、伊123）、第21潜水隊（呂33、呂34）であった。
4月1日、長鯨は佐世保に帰投した。その後、呉に移動した。
4月10日、日本海軍は第二段作戦に対応して戦時編制の改訂を実施する。これにともない第六潜水戦隊は解隊された。長鯨は予備艦となる。呉鎮守府（司令長官豊田副武大将）部隊に編入され、練習艦兼警備艦に指定される。以後、海軍潜水学校練習艦として訓練に従事した。
8月31日、日本海軍は戦時編制の改訂により伊34・伊35・さんとす丸で呉潜水戦隊を編成し、呉鎮守府部隊に編入した。同部隊は新造潜水艦の訓練と練成を主任務としていた。
12月15日、呂号第百潜水艦は呉潜水戦隊から第八艦隊麾下の第七潜水戦隊に編入される。呂百型潜水艦の配備にともない、酸素魚雷の調整設備をもった長鯨の第七潜水戦隊編入がきまった。

### 太平洋戦争中期
1943年（昭和18年）1月上旬、第七潜水戦隊旗艦の迅鯨が内海西部に帰投した。
1月15日、長鯨は呉鎮守府部隊より除かれ、第八艦隊（司令長官三川軍一中将、参謀長大西新蔵少将、参謀神重徳大佐ほか）麾下の第七潜水戦隊旗艦となる。それまでの七潜戦旗艦だった迅鯨が、交代で呉鎮守部隊に編入された。
1月19日、長鯨（第七潜水戦隊司令官座乗）は内海西部を出発する（翌日、佐伯を出航）。1月26日、トラックに到着した。丁潜水部隊（第七潜水戦隊基幹）は先遣部隊指揮官（第六艦隊司令長官、旗艦香取）の直率から除かれた。
2月11日にトラック泊地を出航した長鯨は、同月14日にニューブリテン島のラバウルへ進出する。以降、同方面の潜水艦作戦を支援した。
2月27日、第七潜水戦隊（兵力部署は先遣部隊丁潜水部隊）は南東方面艦隊（司令長官草鹿任一中将）に編入され、南東潜水部隊となった。
呂百型潜水艦の就役と編入により、3月15日時点での第七潜水戦隊は母艦（長鯨）、第13潜水隊の7隻、伊122となる。東部ニューギニア方面への輸送任務も南東潜水部隊指揮官（第七潜水戦隊司令官）の担当となり、七潜戦所属艦と増援潜水艦はソロモン諸島や東部ニューギニア方面に展開、輸送任務や敵艦隊攻撃（増援遮断作戦）に従事した。
6月末以降、連合軍はニュージョージア諸島に来攻、ニュージョージア島の戦い（6月下旬～8月下旬）並びにブーゲンビル島の戦い（10月下旬以降）がはじまる。南東方面潜水部隊（指揮官、第七潜水戦隊司令官、旗艦長鯨）は各地への輸送任務や邀撃作戦に投入されるが、損傷艦や沈没艦が続出する。

11月5日、シャーマン提督が率いる空母サラトガとプリンストンを基幹とする第38任務部隊は、ラバウルに空襲を敢行する。
ラバウル在泊中の遊撃部隊（指揮官栗田健男第二艦隊司令長官）の重巡洋艦部隊は大損害を受けた。特に重巡摩耶（第四戦隊）の被害は深刻で、栗田艦隊は摩耶をラバウルに残してトラック泊地に撤退した。
11月10日、アメリカ軍は第38任務部隊と、モントゴメリー提督が率いる第50任務部隊により、再びラバウル空襲を敢行した。
日本側は、駆逐艦涼波沈没、軽巡阿賀野損傷、駆逐艦長波大破などの損害を受ける。南東方面部隊指揮官草鹿任一中将（南東方面艦隊司令長官）は損傷艦と遊撃部隊のトラック泊地回航を命じた。
11日、摩耶と長鯨は、第二水雷戦隊と第十戦隊の各艦（二水戦〈能代、五月雨、早波、藤波〉、十戦隊〈風雲、若月〉）に護衛され、ラバウルを出発した。
途中、先行してラバウルを出発した軽巡阿賀野と駆逐艦浦風のうち、阿賀野が米潜水艦スキャンプの雷撃で大破したので、能代と32駆（藤波、早波）は阿賀野の救援にまわった。14日、護衛艦艇および摩耶と長鯨はトラック泊地に到着した。
この後、連合軍のニューブリテン島西部攻勢によりダンピール海峡は制圧され、南東方面における日本軍の敗北は決定的となった。
トラック到着後、長鯨艦長は練習巡洋艦鹿島および特設巡洋艦護国丸を指揮し、内地へ帰投することになった。
11月18日、3隻（長鯨、鹿島、護国丸）は第十戦隊所属の駆逐艦若月（第61駆逐隊）と駆逐艦山雲（第4駆逐隊）に護衛され、トラック泊地を出発する。
19日朝、艦隊を追跡していた米潜水艦スカルピンを山雲が発見し、撃沈する。山雲はスカルピンの生存者41名を救助した。山雲はトラック泊地に戻っていった。
25日朝、横須賀へむかう若月と分離したのち、内海西部に帰投した。
11月29日、長鯨は第七潜水戦隊より除かれる。第十一潜水戦隊の旗艦となり、瀬戸内海で訓練に従事する。先遣部隊（指揮官第六艦隊司令長官）の兵力部署においては、第十一潜水部隊である。
12月1日、潜水艦乗組員急速養成のため、呉潜水戦隊が再編された。呉潜水戦隊の旗艦は迅鯨となった。また鹿島も呉練習戦隊旗艦となった。

### 太平洋戦争終盤
1944年（昭和19年）4月18日より長鯨は呉海軍工廠に入渠し、25mm機銃を増備して27日に出渠した。
7月28日、大本営海軍部（軍令部）は大海指第438号により連合艦隊と呉鎮守府から軍艦4隻（長良、長鯨、鹿島、迅鯨）を佐世保鎮守府の麾下に加え、第二航空艦隊（司令長官福留繁中将）の南西諸島方面物資輸送を命じた。これにより、迅鯨型（迅鯨、長鯨）は沖縄方面への輸送任務に就くこととなった。長鯨が輸送任務に従事中、第十一潜水戦隊には一等巡洋艦八雲が編入され、潜水戦隊旗艦となった。
同作戦実施中の8月7日、米潜水艦クローカーの雷撃で甑島列島近海を航行中の軽巡長良が沈没した。九州近海での長良沈没という事態に、作戦の前途が危ぶまれた。
第四海上護衛隊より駆潜艇と駆逐艦海威が迅鯨型2隻の護衛についた。迅鯨型2隻は特殊潜航艇甲標的を曳航した。海軍陸戦隊や甲標的を搭載して8月11日に輸送部隊は佐世保を出撃、沖縄到着後の長鯨は疎開婦女子や遭難陸兵など約800名をのせて鹿児島経由で佐世保にもどった。以後、迅鯨型2隻は第二回沖縄輸送（8月22日～28日）、第三回沖縄輸送（9月6日～11日）に成功した。
9月18日、迅鯨型2隻は第四回沖縄輸送を開始する。9月19日、迅鯨は米潜水艦（スキャバードフィッシュ）の雷撃で大破し、駆逐艦海威により沖縄本島に曳航された。その後、10月10日に十・十空襲に遭遇し、迅鯨と海威は沈没した。
同時期の長鯨は原隊の第11潜水戦隊に復帰しており、瀬戸内海において伊号第四十七潜水艦や伊号第五十八潜水艦などの新造潜水艦と共に訓練を実施した。
12月19日、特殊水上攻撃機晴嵐を搭載できる伊号第十三潜水艦が第十一潜水部隊（旗艦長鯨）に編入された。
12月30日、日本海軍は伊十三と伊号第四百潜水艦により第一潜水隊を編制した。翌31日、第一潜水隊は第十一潜水部隊に編入された。長鯨麾下の各隊・各艦は瀬戸内海で訓練に従事した。
1945年（昭和20年）1月中旬、長鯨は呉海軍工廠で25mm単装機銃を装備した。

3月19日の呉軍港空襲では、小数機による空襲を受けたが被害はなかった。長鯨の付近にタンカー「さばん丸」（三菱海運、10,241トン）が停泊しており、米軍機はこちらに攻撃を集中して大破着底に追い込んだ。
5月以降、空襲の激化にくわえて瀬戸内海がB-29が投下する機雷で封鎖される。長鯨をふくめ第十一潜水戦隊も日本海側に移動することになった。
6月1日、長鯨は呉を出発する。伊予灘を経由して、4日舞鶴港に到着した。だが日本海側もB-29の空襲や機雷作戦により、安全地帯ではなくなっていた。
6月8日、長鯨は舞鶴港外で触雷して軽微な被害を受けた。機雷敷設のため、舞鶴周辺の長鯨と第17駆逐隊（雪風、初霜）も、ほとんど行動できなくなる。7月30日、伊根湾で敵艦上機の攻撃を受け、長鯨は艦橋に直撃弾を受け中破する。戦死者100名以上、負傷者100名以上を出した。初霜は宮津湾で対空戦闘中に触雷して擱坐した。なお、舞鶴周辺に所在の艦艇は大損害を受けたが、病院船（高砂丸、氷川丸、第二氷川丸〔オプテンノール〕）のように被害を免れた艦船もあった。舞鶴周辺所在艦のうち、長鯨は損傷状態で、雪風や軽巡洋艦酒匂は健在のまま、終戦を迎えた。8月18日、艦橋が破壊された長鯨は雪風に誘導されて海軍工廠のある舞鶴まで移動。この時先導の雪風が触雷したが、幸運にも機雷は後続の長鯨との距離約300mの中間の海中で遅れて爆発したため、両艦とも被害はなく済んだ。
終戦後、舞鶴海軍工廠は復員輸送に従事する艦船の修理をおこなった。舞廠は8月15日から12月末まで、長鯨や雪風のほか、軽巡酒匂、駆逐艦楠、海防艦占守や国後など、復員または掃海に従事する艦船60～70隻の整備をおこなったという。
長鯨は修理により艦橋の形状が変化、その後は復員輸送に従事した。本来の機関科兵は全員帰郷してしまい、機関科未経験の元神雷部隊隊員（特攻兵器「桜花」部隊）約20名が長鯨に配属された。艦内規律も失われ混乱の中、素人の機関科兵達は機関室火災と修理と整備を繰返しつつ長鯨を運用していった。妊娠中の女性が長鯨の乗船中に出産し、長鯨にちなんだ名前が付けられた事もあったという。1946年（昭和21年）8月15日をもって復員船任務解除。その後は日立造船向島造船所で解体され、1947年（昭和22年）初めに解体完了した。船体の一部は同所の浮き桟橋に利用されたという。

### 略年表
- 1922年（大正11年）3月11日 三菱長崎造船所にて起工[169]。
- 1924年（大正13年）3月24日 進水。
  - 8月20日 竣工（建造時の艦種は水雷母艦）
  - 9月8日 第2艦隊第2潜水戦隊に編入。9月12日より旗艦となる[52]。
  - 12月1日 潜水母艦に艦種変更。
- 1932年（昭和7年） 第一次上海事変に参加。
  - 12月1日、予備艦となる。第一潜水戦隊旗艦は軽巡洋艦球磨に変更[170]。
- 1933年（昭和8年）11月15日 第1艦隊第1潜水戦隊に編入、長鯨は旗艦となる[171][注 18]。
- 1934年（昭和9年） 友鶴事件発生。11月15日、第1潜水戦隊旗艦は長鯨から軽巡多摩に変更[173][174]。長鯨は第2艦隊・第2潜水戦隊に編入[20]。二潜戦旗艦はおもに由良[7][175][注 19]。
- 1935年（昭和10年）10月15日 練習艦となる[注 20]。
- 1937年（昭和12年）7月28日 第2艦隊付属。
  - 10月20日 予備艦。呉警備戦隊旗艦となる[177]。以後、呉警備戦隊旗艦を務め、海防艦浅間[178]、巡洋艦最上[179]や青葉[180]などが臨時の呉警戦旗艦になった。
- 1939年（昭和14年）4月1日 海軍航海学校練習艦。
  - 11月15日 海軍兵学校練習艦。
- 1940年（昭和15年）3月11日 呉鎮守府旗艦となる[181]。3月16日まで[182]。
  - 11月15日 第六艦隊・第2潜水戦隊の旗艦となる[65]。
- 1941年（昭和16年）5月1日、第三艦隊・第6潜水戦隊の旗艦となる。
  - 5月28日 臨時の第三艦隊旗艦となる[183]。6月4日、軽巡洋艦長良に戻る[184]。
  - 12月9日 カムラン湾で警泊。
- 1942年（昭和17年）1月4日 サマール島に陸戦隊を送る。
  - 4月10日 第6潜水戦隊解隊[185]。予備艦となり[24]、呉鎮守府部隊編入[22]。海軍潜水学校の訓練艦となる[23]。
- 1943年（昭和18年）1月15日 第8艦隊・第7潜水戦隊の旗艦兼母艦となる。ラバウルに進出した[23]。
  - 4月1日 南東方面艦隊に編入。
  - 11月25日 瀬戸内海に帰投。
  - 11月29日 第6艦隊隷下の第11潜水戦隊に編入され、旗艦兼母艦となる。以後、内海で訓練に従事[32]。
- 1944年（昭和19年）5月下旬 呉海軍工廠でレーダーを搭載[29]。
  - 8月11日 迅鯨型2隻は佐世保から沖縄への輸送任務を開始[137]。
  - 9月18日 迅鯨型2隻は第四回沖縄輸送を実施、翌19日に迅鯨が潜水艦の雷撃で大破、座礁する（10月10日空襲で沈没）[139]。
- 1945年（昭和20年） 6月4日 舞鶴に回航。
  - 6月8日 機雷により損傷。
  - 7月30日 敵機の攻撃を受け中破、舞鶴で終戦を迎える。
  - 10月15日 除籍、その後は復員艦として使用。
- 1946年（昭和21年）9月ころ 尾道の日立造船向島造船所で解体開始。
- 1947年（昭和22年）はじめころに解体完了。

## 歴代艦長
※『艦長たちの軍艦史』197-199頁、『日本海軍史』第9巻・第10巻の「将官履歴」及び『官報』に基づく。

### 艤装員長
1. 湯地秀生 大佐：1924年3月25日 - 1924年8月2日[186]

### 艦長
1. 湯地秀生 大佐：1924年8月2日 - 12月1日
2. 尾本知 大佐：1924年12月1日 - 1925年12月1日
3. 益子六弥 大佐：1925年12月1日 - 1926年12月1日
4. 南部道二郎 大佐：1926年12月1日 - 1927年12月1日
5. 倉賀野明 大佐：1927年12月1日 - 1928年12月10日
6. 野村直邦 大佐：1928年12月10日 - 1929年5月1日
7. 和田専三 大佐：1929年5月1日 - 1929年11月1日[187]
8. 白根貞介 大佐：1929年11月5日 - 1930年11月15日[188]
9. 大和田芳之介 大佐：1930年11月15日 - 1931年12月1日[189]
10. 横山菅雄 大佐：1931年12月1日 - 1933年11月15日
11. 春日末章 大佐：1933年11月15日[190] -  1934年11月15日[191]
12. 吉富説三 大佐：1934年11月15日 -1936年12月1日
13. 龍崎留吉 大佐：1936年12月1日 - 1937年11月21日[192]
14. 鵜池六蔵 大佐：1937年11月21日 - 1938年12月15日[193]
15. 久宗米次郎 大佐：1938年12月15日 - 1939年3月30日[194]
16. 田代蘇平 大佐：1939年3月30日 - 1939年11月15日[195]
17. 駒沢克己 大佐：1939年11月15日 - 1941年10月15日[196]
18. 長井満 大佐：1941年10月15日 -
19. 小田為清 大佐：1942年4月5日 -
20. 貴島盛次 大佐：1943年9月17日 -
21. 寺岡正雄 大佐：1943年12月20日 -
22. 溝畠定一 大佐：1944年7月27日 -

### 特別輸送艦艦長
1. 杉谷永秀 大佐

## 同型艦
- 迅鯨（じんげい）

### 注
1. ↑  ○潜水母艦　"長鯨　ちやうげい"[7]〔 主要目{排水量5,160噸　速力16節　備砲14糎砲6門　8糎高角砲2門　起工大正11年3月　竣工大正13年8月　建造所三菱長崎造船所}　潜水母艦は海上遠く任務に就く潜水艦に對し、思ふ存分の活躍をさせるために、必要に應じ潜水艦に燃料及び武器彈藥、又はその他の軍需品や糧食を供給し、時には狭い潜水艦内で汚濁した空氣や種々の勞苦とたゝかふその乗員に入浴等の慰安を與へたりする文字通りの母艦である。そして潜水母艦は時には潜水戰隊の旗艦となって麾下潜水艦の統率もする。／本艦は昭和10年度は第二潜水戰隊に属してゐるが、旗艦は別に二等巡洋艦由良があてられてゐる。長鯨の14糎砲4門は前後部に2聯装砲塔式にして装備されてゐる。尚潜水母艦も最近は飛行機を搭載するやうになつてゐるやうである。／潜水母艦に就て特に知らねばならぬことは、これが母艦と云ふ意味は上記説明の通り潜水艦活動の原動力、云ひかへれば潜水艦の移動根拠地とも云ふべき本質を有することで、戰闘にあたつては潜水艦と全く別れて行動すると云ふことがこれである。〕
2. ↑  長鯨(ちやうげい)[8]〔 艦種 潜水母艦　艦名考 魚類名に採る、長鯨は大なる鯨、杜甫の飮中八仙歌に「飮如長鯨吸百川」とあり。(備考)幕末當時「長鯨」なる運送船あり、1864年英國「グラスゴー」に於て製造の汽船、原名「ドムバルトン」、蒸汽外車、鐡製、長さ41間4尺、幅6間、深さ3間4尺、馬力300、排水量996噸、慶應2年8月徳川幕府購入し「長鯨丸」と命名、運送船として使用す、明治2年5月函館の役に於て官軍之を収容せしが同11月民部署に交付せり。
―要目―　長115.82米／幅16.15米／吃水6.91米／排水量5,160噸／機關(空白)／馬力(空白)速力16／兵装　14糎砲4　8糎高角砲2／起工 大正11-3-11　進水 13-3-24　竣工 13-8-2　建造所 同(長崎三菱造船所) 〕。
3. ↑  ― 潜水母艦 ―　迅鯨(じんげい)[12]〔 基準排水量5,160噸、長さ115.82米、幅16.15米、平均吃水6.91米、速力16節、備砲14糎砲4門、8糎高角砲2門、起工大正11年2月16日、進水大正12年5月4日、竣工大正12年8月30日、建造所三菱長崎造船所―同型艦には次の長鯨がある。〕
4. ↑  　― 潜水母艦 ―　長鯨(ちやうげい)[44]〔 基準排水量5,160噸、長さ115.82米、幅16.15米、平均吃水6.91米、速力16節、備砲14糎砲4門、8糎高角砲2門、起工大正11年3月11日、進水大正13年3月24日、竣工大正13年8月2日、建造所三菱長崎造船所 ― 迅鯨と共に計畫されたもので、全く同型の艦である。〕(写真では、艦後部に水上偵察機を搭載している)。
5. ↑  たとえば昭和10年度の第二潜水戦隊には迅鯨と由良が配備され、旗艦は由良が務め、迅鯨は母艦任務を担当した[7]。
6. ↑   ― 潜水母艦 ― 大鯨(たいげい)[62]〔 基準排水量10,000噸、長さ197.3米、幅18.04米、平均吃水5.2米、速力20節、備砲12.7糎高角砲4門、起工昭和8年4月12日、進水昭和8年11月16日、竣工昭和9年3月31日、建造所横須賀海軍工廠―同じ工廠で造られた劍埼、高崎(共に12,000噸 ― 建造中)と共に昭和年代に出來た新しい潜水母艦である。〕
7. ↑  迅鯨は第四艦隊隷下の第七潜水戦隊旗艦、長鯨は第六艦隊隷下の第二潜水戦隊旗艦である[65]。
8. ↑  新編時の第六艦隊は、第一潜水戦隊（香取、大鯨、第1潜水隊、伊20）、第二潜水戦隊（長鯨、第7潜水隊、第8潜水隊、伊7）、第三潜水戦隊（五十鈴、第11潜水隊、第12潜水隊、第20潜水隊、伊8）であった[65]。
9. ↑  太平洋戦争開戦時の第三艦隊（司令長官高橋伊望中将、旗艦「足柄」）は[75]、第十六戦隊（足柄、長良、球磨）、第十七戦隊（厳島、八重山）、第五水雷戦隊（軽巡名取、第5駆逐隊〈朝風、春風、松風、旗風〉、第22駆逐隊〈皐月、水無月、文月、長月〉）、第六潜水戦隊（旗艦〈長鯨〉、第9潜水隊〈伊123、伊124〉、第13潜水隊〈伊121、伊122〉）、第十二航空戦隊（神川丸、山陽丸）、工作艦山彦丸、三個根拠地隊ほかであった[76]
10. ↑  『高松宮日記5巻』(1942年12月13日記事)[90]〔 ○第七潜水戦隊(一二-〇八一八)「長鯨」ハ一月十五日PT(トラック)ニテ「迅鯨」トノ交代ヲ実施スルコトニ取計ハレ度(略)。《「長」ニハ特空気発生機アル。「迅鯨」ニナシ。呂号潜水艦第七潜水戦隊編入ニツキ「長」ヲ出スヲ可トスルニヨル。「長鯨」艦長ニナツテヰタラ面白カツタ》〕(欄外注記、酸素魚雷用の酸素製造装置)。
11. ↑  『戦史叢書98、潜水艦史』460ページ編成表では「編成改定/18.1.5○迅鯨(7Ss→呉鎮)。長鯨(呉鎮→7Ss)」と記載する。
12. ↑  迅鯨は予備艦となり[93]、練習兼警備艦に指定される[94]。
13. ↑  呂34、呂100、呂101、呂102、呂103、呂106、呂107。
14. ↑  栗田部隊のおもな被害は、小破または軽微（重巡愛宕〈艦長戦死〉、高雄、筑摩、鈴谷、能代、若月、藤波、早波、天霧）、中破（最上）、大破（摩耶）[109]。
15. ↑  太平洋戦争開戦時より第四艦隊旗艦を務めていた鹿島は、1943年（昭和18年）11月10日付で第四艦隊より除籍、呉鎮守府警備艦となった[119][120]
16. ↑  第十一潜水戦隊は1943年（昭和18年）4月1日新編、11月25日より第六艦隊所属となった[88]。新造潜水艦や、修理復帰潜水艦の整備と訓練を主任務とする[32]。
17. ↑  海威は満州国の警備艦で、元は日本海軍の桃型駆逐艦「樫」である[137]。満州国より日本に貸与という形式で返還され、海上護衛任務についていた[137]。
18. ↑  迅鯨は一潜戦旗艦から二潜戦旗艦となった[172]。
19. ↑  由良は1933年（昭和8年）11月1日より二潜戦に所属していた[59]。
20. ↑  二潜戦旗艦は由良から鬼怒に変更[79][176]、由良は佐世保警備戦隊に編入される[59]。